# Căuaș, Satu Mare
Căuaș, mai demult Eriu-Căuaș, (în maghiară Érkávás, colocvial Kávás) este satul de reședință al comunei cu același nume din județul Satu Mare, Transilvania, România. Este situat pe DN1F.

Căuaș în Harta Iosefină a Transilvaniei

## Personalități
- Aurel Popp (n. 30 august 1879, la Căuaș – d. 8 august 1960, la Satu Mare) a fost un pictor, sculptor și grafician român.